# No Fashion Records
No Fashion Records startades av Tomas Nyqvist (senare även grundare av Iron Fist Productions), vid denna tid boende i Strängnäs. Första släppet titulerad Bestial Summoning – The dark war has begun - släpptes på vinyl i 500 exemplar. Efter endast några år av arbete med No Fashion Records hamnade Tomas Nyqvist i ekonomiska problem varpå House Of Kicks Records tog över bolaget. 
Tomas Nyqvist släppte fram band som Marduk, Unanimated, Katatonia, Dissection och Lord Belial och var också med och banade väg för melodiös metal. Tomas Nyqvist jobbade även under många år med undergroundmagasinet Putrefaction zine, mycket känt för sina juvenila intervjuer.